# Tomo Šokota
Tomislav „Tomo“ Šokota (* 8. April 1977 in Zagreb) ist ein ehemaliger kroatischer Fußballspieler.

## Karriere
Tomislav Šokota bestritt acht Länderspiele für Kroatien. Sein Vertrag beim FC Porto galt noch bis 2009, doch machte er sich nach einem Jahr auf der Ersatzbank keine Hoffnungen mehr auf längere Einsätze und kehrte 2006 zu Dinamo Zagreb zurück. Der Mittelstürmer ist wegen seiner Beidfüßigkeit für Abwehrspieler unberechenbar. 2005/06 war Šokota ablösefrei von Benfica Lissabon gekommen, wo er vier Jahre lang gespielt hatte. 2001 hatte ihn der Verein aus der portugiesischen Hauptstadt für 1,5 Millionen Euro erworben. Das Geld ging an Dinamo Zagreb, wo er vier Jahre lang gespielt hatte. Šokotas Jugendverein war der NK Samobor.